# Grijskopspreeuw
De grijskopspreeuw (Sturnia malabarica) is een vogelsoort uit de familie spreeuwen (Sturnidae) die voorkomt zuiden en oosten van Azië.

## Kenmerken
De vogel heeft een lengte van 20 cm. De kop en nek van de vogel zijn lichtgrijs. De bovenzijde is donkergrijs en de onderzijde is licht roodbruin. De slagpennen van de staart en vleugels hebben een donkerbruine tint. De geelgroene snavel heeft een blauwe basis met een gele punt. De zwarte ogen hebben een witgrijze rand en de poten zijn geelbruin.

## Voortplanting
Het vrouwtje legt doorgaans vijf eieren, die ongeveer veertien dagen worden bebroed.

## Ondersoorten
De soort telt twee ondersoorten:
- S. m. malabarica: India (behalve het zuidwesten), zuidelijk Nepal en Bangladesh.
- S. m. nemoricola: van zuidelijk Assam en Myanmar tot noordelijk en centraal Indochina.

De witkopspreeuw (Sturnia blythii) wordt soms ook gezien als ondersoort.

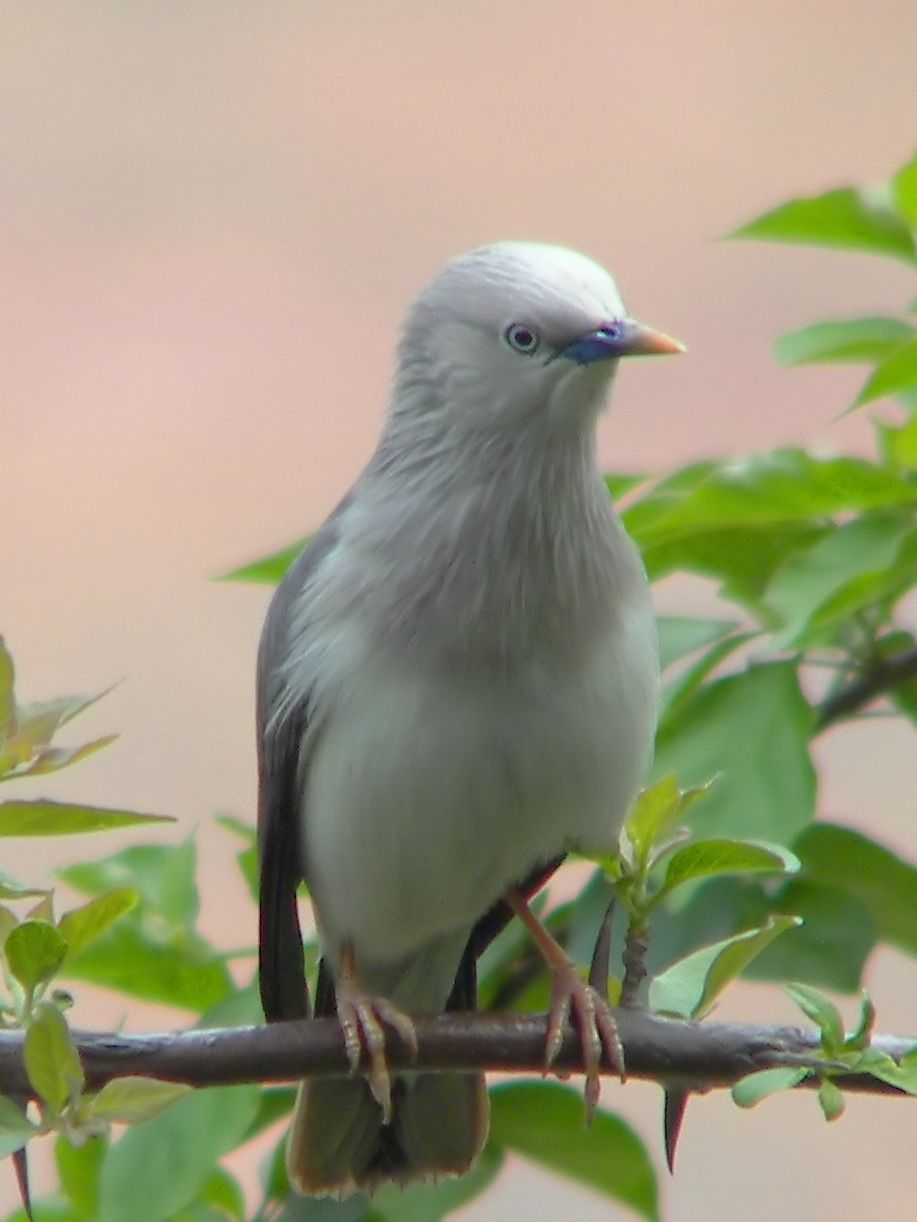
Sturnia malabarica nemoricola
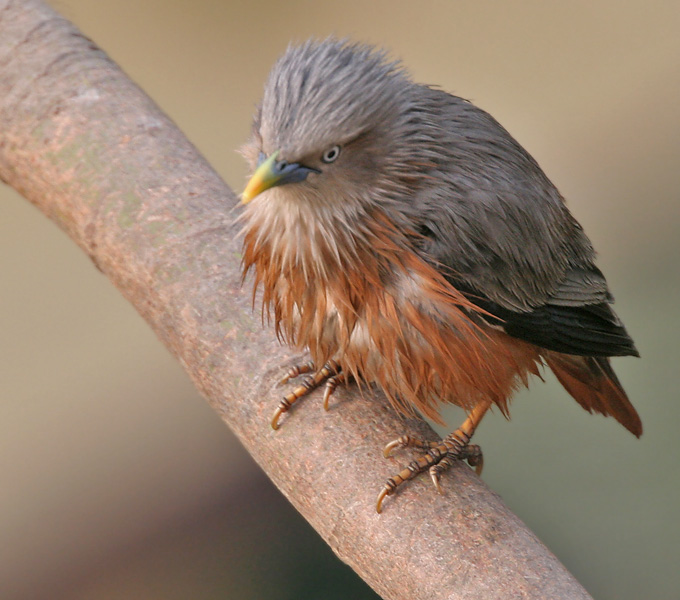
Sturnia malabarica malabarica na een bad